# Falsadjinga postnotata
Falsadjinga postnotata là một loài bọ cánh cứng trong họ Cerambycidae.